# Iván gyermekkora
Az Iván gyermekkora (oroszul: Иваново детство, Ivanovo gyetsztvo) Vlagyimir Bogomolov 1957-ben megjelent Iván (Иван) című novellájából készült fekete-fehér szovjet játékfilm. Rendezőjének, Andrej Tarkovszkijnak ez volt az első nagyjátékfilmje, amiért nem csak kritikai elismerést kapott, de a film világhírűvé is tette. 1962. május 9-én mutatták be. A főbb szerepekben Nyikolaj Burljajev, Valentyin Zubkov, Jevgenyij Zsarikov, Sztyepan Krilov, Nyikolaj Grinyko és Irma Raus (Tarkovszkij felesége) látható.
A film egy árva fiú, Iván életét mutatja be, tapasztalatait a második világháború alatt. Azon szovjet filmek közé tartozik, amelyek a háború szokásos hősies bemutatása helyett az emberáldozatokra koncentrálnak.
A film számos díjat elnyert, többek között az Arany Oroszlánt az 1962-es Velencei Nemzetközi Filmfesztiválon és a Golden Gate-díjat a San Franciscó-i Nemzetközi Filmfesztiválon.
Az alkotás többek között olyan művészek munkásságára volt hatással, mint Szergej Paradzsanov, Ingmar Bergman és Krzysztof Kieślowski.

## Fogadtatása
Az Iván gyermekkora Tarkovszkij egyik legsikeresebb alkotása, a Szovjetunióban 16,7 millió jegyet adtak el rá. Ingmar Bergman így nyilatkozott a filmről: „Tarkovszkij első filmjének felfedezése olyan volt számomra, mint egy csoda. Hirtelen ott találtam magam egy szoba ajtaja előtt, aminek a kulcsai korábban nem voltak nálam. Mindig is be akartam lépni abba a szobába, oda, ahová neki [Tarkovszkijnak] szabadon és könnyedén volt bejárása.” Jean-Paul Sartre cikket is írt a film védelmében (egy olasz újságban megjelent kritikára válaszul), kijelentve, hogy az egyik legszebb film, amit valaha látott.

## Szereplők
| Szereplő           | Színész                     | Magyar hang                   | Magyar hang                             |
| Szereplő           | Színész                     | 1. szereposztás (MOKÉP, 1962) | 2. szereposztás (MTV1, 1981)            |
| ------------------ | --------------------------- | ----------------------------- | --------------------------------------- |
| Iván               | Nyikolaj Burljajev          | Holló Eszter                  | Geszti Péter                            |
| Holin kapitány     | Valentyin Zubkov            | Szabó Gyula                   | Paláncz Ferenc                          |
| Galcev hadnagy     | Jevgenyij Zsarikov          | Fülöp Zsigmond                | Márton András                           |
| Grjaznov ezredes   | Nyikolaj Grinyko            | Szakáts Miklós                | Szabó Ottó                              |
| Kataszonov         | Sztyepan Krilov             | ?                             | Farkas Antal                            |
| Öregember          | Dmitrij Miljutenko          | ?                             | Pethes Sándor (utolsó szerepe)          |
| Mása               | Valentyina Maljavina        | Magda Gabi                    | Hűvösvölgyi Ildikó                      |
| Iván anyja         | Irma Raus (I. Tarkovszkaja) | ?                             | Sáfár Anikó                             |
| Szemüveges katona  | Andrej Koncsalovszkij       | ?                             | Timár Béla                              |
| Ivan Szavkin       | Ivan Szavkin                | ?                             | ?                                       |
| Vlagyimir Marenkov | Vlagyimir Marenkov          | ?                             | ?                                       |
| Kislány            | Vera Miturics               | ?                             | ?                                       |
| További szereplők  |                             | ?                             | Deák B. Ferenc Füzessy Ottó Szoó György |

## Díjak
- 1962 Velence: Arany Oroszlán díj
- 1962 San Francisco: Legjobb rendező
- 1963 Acapulco: Fődíj
- 1970 Karlovy Vary: Különdíj

A film több mint tizenöt díjat kapott.

## Szakirodalom
- Kovács András Bálint, Szilágyi Ákos. Andrej Tarkovszkij, az orosz film Stalkere. Budapest: ELTE (1987). ISBN 963-462-214-3
- Kovács András Bálint, Szilágyi Ákos. Tarkovszkij, az orosz film Sztalkere. Budapest: Helikon (1997). ISBN 963-208-478-0
- Nemes Károly. Alekszandr Mitta, Gleb Panfilov, Andrej Tarkovszkij. Budapest: Magyar Filmtudományi Intézet és Filmarchivum (1977)
- Paul Schrader. A transzcendentális stílus a filmben: Ozu – Bresson – Dreyer. Budapest: Francia Új Hullám Kiadó (Szerzőifilmes Könyvtár, 2. kötet) (2011). ISBN 978 963 89122 1 3
- Andrej Tarkovszkij. A megörökített idő. Budapest: Osiris (1998). ISBN 963-379-395-5
- Andrej Tarkovszkij. Napló. Budapest: Osiris (2002). ISBN 963-389-234-1

## Fordítás
- Ez a szócikk részben vagy egészben  az   Ivan's Childhood című angol Wikipédia-szócikk fordításán alapul.  Az eredeti cikk szerkesztőit annak laptörténete sorolja fel. Ez a jelzés csupán a megfogalmazás eredetét és a szerzői jogokat jelzi, nem szolgál a cikkben szereplő információk forrásmegjelöléseként.